# Wedding Crashers
Wedding Crashers är en amerikansk film från 2005 i regi av David Dobkin.

## Handling
De eviga ungkarlarna John och Jeremy har kommit på det perfekta sättet att få tjejer när de plankar in på bröllopsfester. Förutom gratis mat och dryck finns där massor av giftaslystna kvinnor som de sedan överger när natten är slut. Men en dag träffar John på sin jämlike Claire och blir kär.

## Rollista (urval)
- Owen Wilson - John Beckwith
- Vince Vaughn - Jeremy Grey
- Christopher Walken - Finansministern Cleary
- Rachel McAdams - Claire Cleary
- Isla Fisher - Gloria Cleary
- Bradley Cooper - Sack Lodge
- Jane Seymour - Kathleen Cleary
- Ellen Albertini Dow - Farmor Mary Cleary
- Keir O'Donnell - Todd Cleary
- Rebecca De Mornay - Mrs. Kroeger
- Will Ferrell - Chazz Reinhold